# Failibilism
Failibilismul (din latina medievală fallibilis, trad. pasibil de eroare) se referă la doctrina filozofică potrivit căreia cunoașterea absolută este imposibilă; sau cel puțin că afirmațiile privind cunoașterea pot fi, în principiu, greșite. Inițial, failibilismul a fost principiul filozofic care susținea că propozițiile (în filozofie) pot fi acceptate chiar dacă ele nu pot fi dovedite sau justificate convingător sau dacă nici cunoștințele nici convingerile nu sunt certe. Ca o doctrină formală, este cel mai adesea asociată cu Charles Sanders Peirce, care a folosit-o în atacul său împotriva fundaționalismului. Alt proponent al failibilismului este Karl Popper, care își construiește propria teorie a cunoașterii, numită raționalism critic, despre premise failibiliste. Mai recent, conceptul a fost de asemenea utilizat de Willard Van Orman Quine pentru a ataca posbilitatea afirmațiilor analitice. Failibilismul este deseori juxtapus cu infailibilismul.
Spre deosebire de scepticism, failibilismul nu implică nevoia de a abandona cunoștințele noastre - nu trebuie să avem justificări consistente din punct de vedere logic pentru ceea ce știm. Mai degrabă, este o acceptare a faptului că deoarece cunoștințele empirice pot fi revizuite prin observații suplimentare, oricare dintre lucrurile pe care le luăm drept cunoștințe s-ar putea dovedi a fi false. Unii failibiliști fac o excepție pentru lucruri care sunt adevărate în mod axiomatic (precum cunoașterea logică sau matematică). Alții le consideră și pe acestea failibiliste, afirmând că, chiar dacă aceste sisteme axiomatice sunt infailibile într-un sens, tot suntem capabili să greșim când lucrăm cu ele. 

## Failibilism moral
Failibilismul moral este un subset specific al failibilismului epistemologic mai larg amintit mai sus. În cadrul disputei dintre obiectivismul moral și subiectivismul moral, failibilismul moral susține o a treia poziție: există standarde morale care sunt adevărate din punct de vedere obiectiv, dar acestea nu pot fi determinate în mod definitiv sau satisfăcător de către oameni. Această perspectivă evită problemele asociate cu flexibilitatea subiectivismului păstrând ideea conform căreia moralitatea nu este o problemă de simplă opinie, în același timp explicând conflictul dintre moralitățile obiective diferite. Avocați importanți ai failibilismului moral sunt Isaiah Berlin (pluralismul valorilor) și Bernard Williams (perspectivism).